# Клин (станция)
Клин — железнодорожная станция на участке Москва — Тверь главного хода Октябрьской железной дороги (Ленинградское направление Московского ЖД узла). Станция располагается в одноимённом городе Московской области. Входит в Московский центр ДЦС-1 организации работы железнодорожных станций Октябрьской дирекции управления движением. По основному характеру работы является участковой, по объёму работы отнесена ко 2 классу.
На станции имеются 2 высокие островные платформы и 2 низкие платформы. Две высокие островные платформы предназначены для приёма электропоездов, следующих в сторону Москвы и Твери. Есть ответвление на Высоковск (пассажирского сообщения нет). Станция выполнена по типовому «николаевскому» проекту (островной вокзал). Турникетами оборудован. Переделан пешеходный мост через железную дорогу.
У спуска с пешеходного моста размещён бюст П. И. Чайковского. Автором памятника является скульптор с мировым именем Гавриил Давидович Гликман.
В 2023 году, в связи с открытием движения по линии МЦД-3, станция была определена как последняя станция зоны «Дальняя» (в сторону от станции Крюково).

## История
Станция II класса, была открыта 1 (13) ноября 1851 года, под названием — Клинская, в составе Санкт-Петербурго-Московской железной дороги. Название станции происходит от близь находящего города Клин и было утверждено приказом МПС № 227 от 21 декабря 1850 года. После переименовании дороги 8 (20) сентября 1855 года, станция в составе Николаевской железной дороги, и в 1863 году получила официальное название в создаваемой сети железных дорог — Клин.
Первоначально на станции было построено типовое одноэтажное каменное здания вокзала длиной 115 метров, которое расположено между железнодорожных путей по проекту архитектора Рудольфа Андреевича Желязевича, — помощника Константина Тона, с двумя каменными платформами с обеих сторон, покрытые у пассажирского здания навесами. Пространство между подпорными стенками этих платформ было засыпано землёй и поверху уложен настил из Путиловской плиты. Также на станции построено круглое кирпичное паровозное депо на 22 секции (20 стойл для паровозов по 15 метров + 2 пути сквозные) с поворотным кругом 12,8 метра. В 1875-79 годах производилось строительство нового прямоугольного депо на 12 паровозов. В 1877 году в каменном пассажирском здании производился капитальный ремонт: сделаны кирпичные стенки и своды на рельсах, взамен чёрного пола, и перестлан паркетный пол, окрашены внутри стены и потолки. Переложена каменная пассажирская платформа из Путиловской плиты. В 1880 году в вокзале устроены билетные кассы. В 1913 году производился капитальный ремонт крыши вокзала. Произведен ремонт стропил с заменой части сгнивших мауэрлатов, затяжек и ног, с переобрешёткой и перекрытием, с добавлением нового железа на северной стороне.
С 27 февраля 1923 года, после переименовании дороги, станция в составе Октябрьской железной дороги, приказом НКПС № 1028 от 20 августа 1929 года станция в составе Октябрьских железных дорог, с 1936 года станция в составе Октябрьской железной дороги.
Согласно тарифному руководству № 4 от 1947 года на станции производится работы по приёму и выдачи грузов мелкими отправками. Согласно тарифному руководству № 4 от 1965 года на станции производится работы по приёму и выдачи повагонных грузов, допускаемых к хранению на открытых площадках, хранению грузов повагонными и мелкими отправками, загружаемых целыми вагонами на подъездных путях и местах необщего пользования, приёму и выдачи повагонных грузов, приём и выдача грузов в универсальных контейнерах МПС, а также продажа билетов на все пассажирские поезда, приём и выдача багажа. Согласно тарифному руководству № 4 от 2001 года дополнительно на станции производится приём и выдача грузов в контейнерах массой брутто 20 и 24 т на подъездных путях. Согласно приказу Росжелдора № 52 от 12 февраля 2019 года прием и выдача среднетоннажных контейнеров массой брутто 3,3(5) и 5,5(6) тонн не производится.
В 1971 году присвоен код ЕСР № 0707, 1975 году присвоен новый код ЕСР № 07070, 1985 году станция получила новый код АСУЖТ (ЕСР) № 060904.
В 1982 году станции присвоен код Экспресс-2 № 20451, а в 1994 году получила новый код Экспресс-3 № 2004451.
В 1899 году утверждено условие на сооружение и эксплуатацию Обществом городских и подъездных путей в России Клинской железной дороги до слобод Стрелецкой и Теряевой Московской губернии, но данный проект не был осуществлён. В 1902 году от станции был уложен подъездной путь к складам Товарищества Высоковской мануфактуры, протяжением 71 сажень (151 м). 20 июля 1914 года, Николаем II утверждён указ об отчуждении земель для сооружения железнодорожной ветви от станции Клин до фабрики Высоковской мануфактуры, 15 октября 1917 года, открыто временное и товарное движение на данной дороге. С 1922 года на участке Клин — Высоковск началось производится пассажирское движение поездов. Пассажирские поезда ходили до конца 1960-х годов, товарное движение производилось до 2009 года, в 2014 году при строительстве автодороги Москва — Санкт-Петербург М11 «Нева» часть подъездного пути была разобрана.

## Фотографии

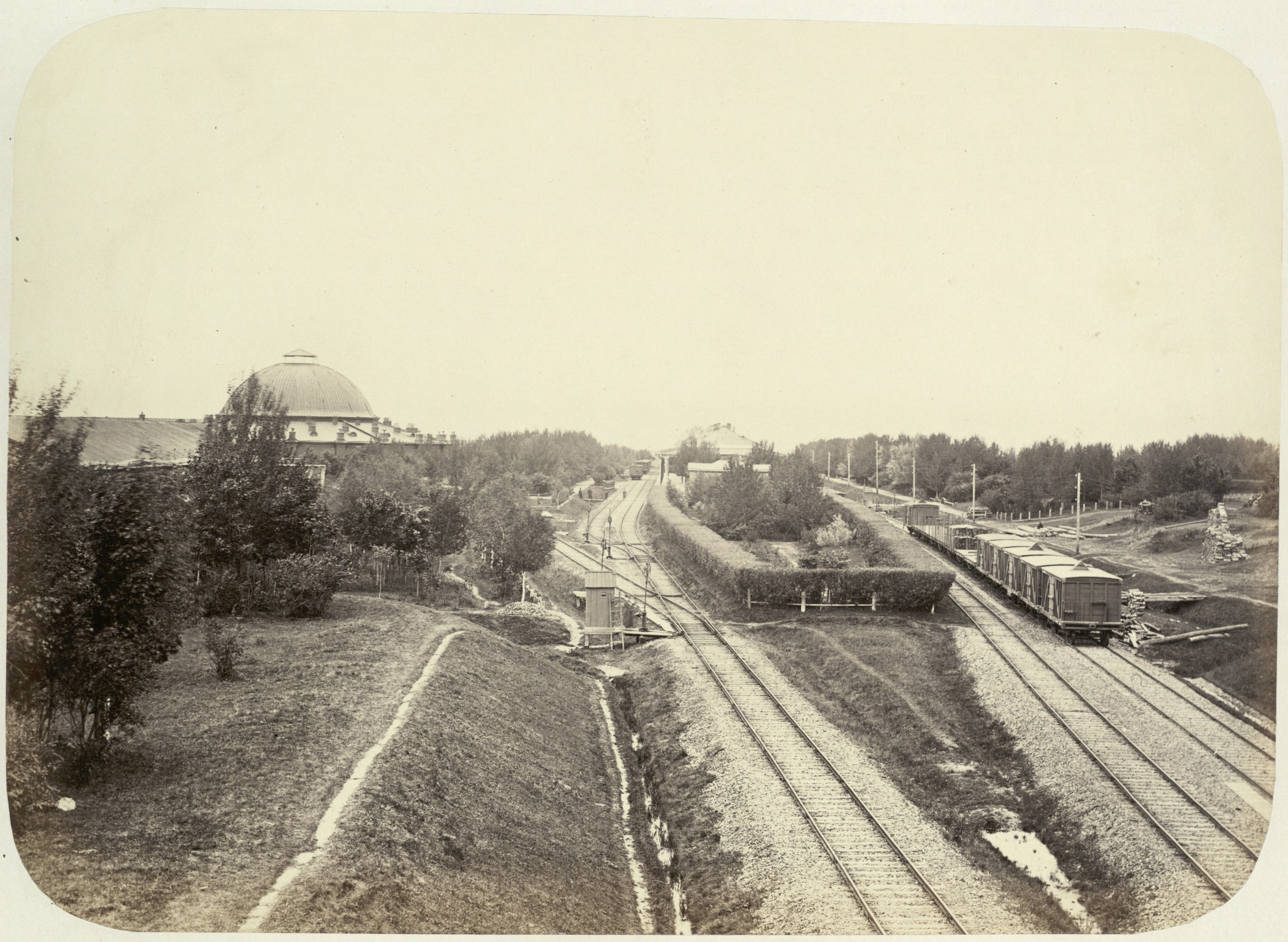
Станция в 1860-е годы
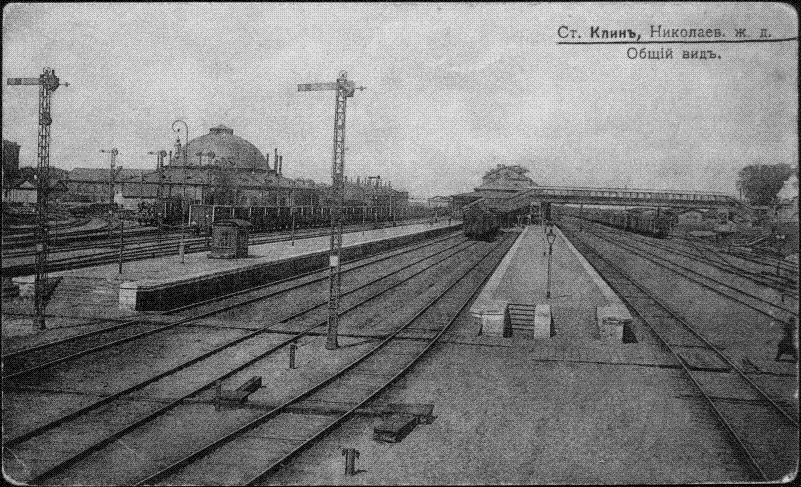
Станция в 1900 году
Низкая платформа
Платформа на Москву

## В кинематографе
- «Байка» (1987)